# Termalisme
El termalisme és el conjunt d'activitats turístiques, lúdiques, hoteleres i medicinals, desenvolupades al voltant de les fonts d'aigües calentes naturals o aigües termals.
L'explotació d'aquestes fonts naturals es practica si més no des de l'època dels romans, com ho demostren les nombroses monedes localitzades a les deus.
Algunes poblacions han estat tan centrades al llarg de la història en aquesta explotació que fins i tot els ha condicionat el nom (per exemple, Caldes de Malavella, Caldes de Montbui, Caldes d'Estrac, etc.).